# Alberto Bettiol
Alberto Bettiol (Poggibonsi, 29 d'octubre de 1993) és un ciclista italià, professional des del 2014. En el seu palmarès destaca, per damunt de tot, el Tour de Flandes de 2019 i una etapa al Giro d'Itàlia de 2021. Des del 2024 corre amb l'equip XDS Astana Team.

## Palmarès
- 2011
  -  Campió d'Europa júnior en Contrarellotge
  - 1r al Giro della Lunigiana i vencedor de 2 etapes
- 2013
  - 1r a la Florència-Empoli
  - 1r al Giro de les dues Províncies
- 2019
  - 1r al Tour de Flandes
- 2020
  - Vencedor d'una etapa a l'Étoile de Bessèges
- 2021
  - Vencedor d'una etapa al Giro d'Itàlia
- 2023
  - Vencedor d'una etapa al Tour Down Under
- 2024
  -  Campió d'Itàlia en ruta
  - 1r a la Milà-Torí
  - 1r als Boucles de la Mayenne i vencedor d'una etapa

### Palmarès al Giro d'Itàlia
- 2016. 86è de la classificació general
- 2021. 30è de la classificació general. Vencedor d'una etapa
- 2023. 48è de la classificació general

### Resultats al Tour de França
- 2017. 90è de la classificació general
- 2019. 69è de la classificació general
- 2020. 62è de la classificació general
- 2022. 41è de la classificació general
- 2023. 83è de la classificació general
- 2024. No acaba (etapa 14)